# Rezerwat przyrody Stawinoga

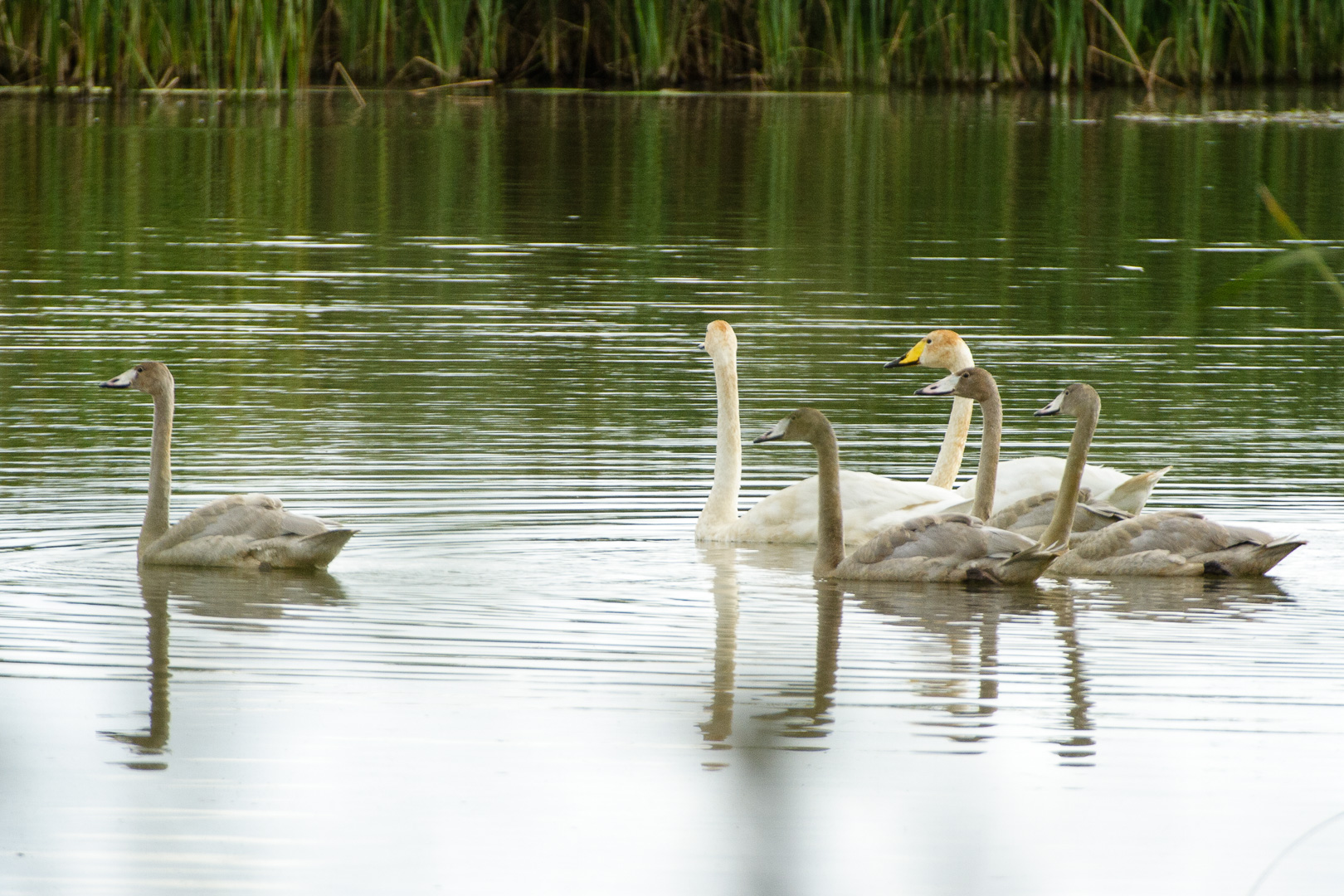
Lęgowe łabędzie krzykliwe (2009 r.)

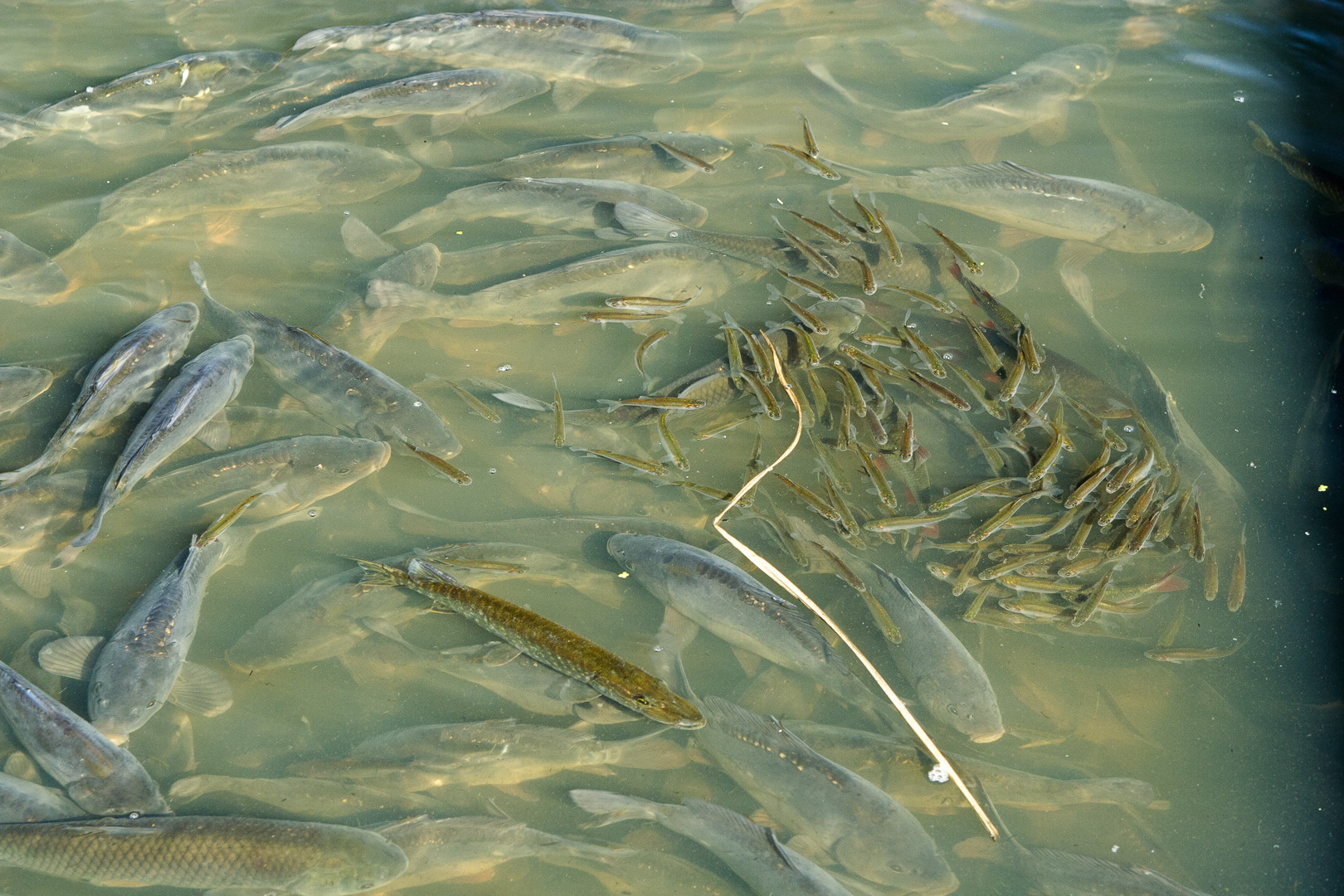
Zarybianie

Rezerwat przyrody Stawinoga – faunistyczny rezerwat przyrody położony w pobliżu wsi Stawinoga, w gminie Zatory, w powiecie pułtuskim (województwo mazowieckie).

## Opis rezerwatu
Rezerwat został powołany zarządzeniem Ministra Leśnictwa i Przemysłu Drzewnego z 3 grudnia 1981 (M.P. z 1981 r. nr 29, poz. 271). Obejmuje obszar stawów, lasu, nieużytków i łąk o łącznej powierzchni 145,9754 ha (akt powołujący podawał 146,51 ha). Lasami na powierzchni ponad 31 ha zarządza Nadleśnictwo Pułtusk, stawami, pozostałymi lasami i nieużytkami – Polski Związek Wędkarski w Wierzbicy, a łąki stanowią własność Skarbu Państwa.
Celem ochrony, według aktu powołującego, jest zachowanie miejsc lęgowych licznych gatunków ptaków związanych ze środowiskiem wodno-bagiennym i leśnym oraz miejsc odpoczynku i żerowisk ptaków przelotnych.
Rezerwat powstał z części dawnego gospodarstwa rybnego. Dawniej obok centralnie położonego stawu-rezerwatu funkcjonowały jeszcze stawy rybne. Dzisiaj są zaniedbane, utraciły regulację wód, ponieważ śluzy i inne urządzenia melioracyjne uległy dewastacji. Obecnie nie istnieją nawet dawne budynki przepompowni.
Rezerwat znajduje się tuż obok koryta Narwi. Na jego skraju od strony południowej rośnie wielowiekowy dąb szypułkowy z kapliczką na pniu, który ma status pomnika przyrody, obok stoi stara murowana rybakówka.
Na mocy obowiązującego planu ochrony ustanowionego w 2019 r., prawie cały obszar rezerwatu objęty jest ochroną czynną, jedynie niewielka działka z budynkami gospodarczymi w południowej części rezerwatu podlega ochronie krajobrazowej. Plan ochrony zezwala na prowadzenie (z pewnymi ograniczeniami) ekstensywnej gospodarki rybackiej w części rezerwatu obejmującej stawy rybne oraz na spuszczanie wody ze stawów na okres zimy.
Wschodnia część rezerwatu, obejmująca kompleks leśny o powierzchni ponad 31 ha w zarządzie Nadleśnictwa Pułtusk, leży w granicach obszaru specjalnej ochrony ptaków „Puszcza Biała” PLB140007.

## Walory przyrodnicze

### Fauna
W rezerwacie naliczono ponad 25 gatunków ptaków lęgowych:

- łabędź krzykliwy[3]
- głowienka
- łyska
- kokoszka zwyczajna
- kureczka zielonka
- kropiatka
- wodnik
- derkacz
- mewa śmieszka (kolonia liczy zwykle ok. 400 gniazd)
- mewa mała
- rybitwa czarna
- rybitwa rzeczna
- perkoz dwuczuby
- perkoz rdzawoszyi
- perkoz zausznik
- perkozek
- rycyk
- krwawodziób
- bekas kszyk
- kulon
- czajka
- trzciniak
- rokitniczka
- łozówka
- podróżniczek
- remiz

Również w okresie przelotów regularnie spotykanych jest wiele gatunków ptaków: rożeniec, świstun, płaskonos, czernica, gągoł, brodziec śniady, samotnik, łęczak, szlamnik, rycyk, batalion, sieweczka obrożna i rzeczna, błotniak stawowy i zbożowy, rybołów, bielik.
Ssaki reprezentowane są przez takie gatunki jak: dzik, jeleń, sarna, łoś, borsuk, piżmak, tchórz. Z gadów występują: jaszczurka zwinka, zaskroniec i padalec, natomiast z płazów: żaba moczarowa, trawna, wodna i jeziorkowa oraz ropucha zielona, kumak nizinny i rzekotka drzewna.

### Flora
W rezerwacie występuje kilka gatunków storczykowatych, kilka gatunków przetaczników, bobrek trójlistny, żabieniec babka wodna, obficie rosną pałka wodna oraz trzcina pospolita. Na groblach rosną pojedynczo brzozy brodawkowate, olsze czarne i liczne wierzby. Tutejsze zespoły leśne należą do łęgu olszowego, łęgu jesionowo-wiązowego oraz lasu mieszanego i boru mieszanego świeżego.